# Под сетью
«Под сетью» (англ. Under the Net) — дебютный роман британской писательницы Айрис Мёрдок, написанный в 1954 году. Одно из самых известных и значительных произведений писательницы. Роман входит в сотню непревзойдённых романов (англ. All-time 100 novels), написанных на английском языке, по версии журнала Time.
В качестве эпиграфа к роману использованы строки поэмы «Светская маска» Джона Драйдена, которые символизируют жизненный путь главного героя романа.

## Сюжет
Повествование ведётся от лица молодого человека, переводчика художественной литературы Джейка Донахью, чей быт не обустроен, а жизнь неприкаянная. Он талантлив, но при этом ленив и не особо удачлив. Жизнь пробует его на прочность. Сначала он теряет бесплатное жильё и начинаются его мытарства в поисках собственного угла. Затем, страдая от безденежья и перебиваясь так называемой литературной подёнщиной, он какое-то время даже работает санитаром в больнице. При этом Джейк не теряет присутствия духа, не впадает в депрессивные настроения, не жалуется на жизнь, а лишь удивляется, почему всё не идёт так, как было задумано. Неожиданная встреча Джейка с Анной Квентин, девушкой, оставившей заметный след в его душе, становится началом цепочки фантастических и авантюрных событий в его судьбе.

## История создания
Роман был создан в начале 50-х годов XX века, когда в британской литературе появились зачатки так называемой литературы «сердитых молодых людей», яркими представителями которой были Кингсли Эмис и его «Счастливчик Джим», Джон Уэйн и его роман «Спеши вниз», Джон Осборн и его пьеса «Оглянись во гневе», и др. Роман «Под сетью» сначала также причисляли к этому литературному течению, однако роману Айрис Мёрдок не были свойственны такие атрибуты сердитой литературы, как антигерой, социальный протест, и прочее.
Роман скорее представляет собой некий симбиоз философского и плутовского романа. Критики также характеризовали «Под сетью» как первое и единственное вышедшее из под пера Айрис Мёрдок юмористическое произведение.

### Название романа
Сеть у Мёрдок толкуется как хаос бытия, затягивающий человека и подпитывающийся от взаимного непонимания, эгоцентризма и глухости людей к себе и окружающим. В шестой главе приводится отрывок из романа Джейка Донахью Молчальник, где есть строки, оканчивающиеся словами under the net: «Всякое теоретизирование — это бегство. Мы должны руководствоваться самой ситуацией, а каждая ситуация неповторима. В ней заключается нечто такое, к чему мы никогда не можем подойти вплотную, сколько бы ни пробовали описать это словами, сколько бы ни старались забраться под эту сеть».